# Manuel de Castro (escritor)
Manuel de Castro Pardiñas (Rosario, Argentina, 26 de marzo de 1896 - Montevideo, 8 de junio de 1970) fue un escritor y periodista uruguayo.

## Biografía
Su padre fue Manuel de Castro Cobas, sacerdote español ordenado en Santiago de Compostela y radicado en Uruguay. Fue cura en el barrio Cordón de Montevideo y en Melo, departamento de Cerro Largo, donde fundó una institución educativa. Años después regresó a España a ejercer como profesor en un colegio católico de La Coruña y como cura párroco de San Cosme de Oleiros. En esa época conoció a la pianista y pintora Soledad Pardiñas, con quien tuvo un romance que derivó en embarazo, por lo que huyeron a París y de ahí a Rosario, Argentina. En esta ciudad se casaron civilmente y nació el futuro escritor Manuel de Castro.
Pocos años después, ella enfermó y se trasladaron a Córdoba donde falleció y el hijo inició sus estudios. Al enviudar, Manuel de Castro (padre) pensó en retomar los hábitos por lo que se radicó en Chile dejando a su hijo en Villa Casilda, Santa Fe, bajo la tutela de un maestro retirado, con la indicación de decirle que su padre había muerto y que su único familiar era un tío sacerdote que residía en Chile, en espera de poder hacerse cargo de él. Transcurridos tres años solicitó que le fuera enviado su hijo a Chile. Al llegar le pidió que lo quisiera como padre pero que lo llamase tío y lo inscribió en el Seminario Conciliar de Concepción, donde finalizó su educación formal.
Al terminar su hijo los estudios, fue cura párroco y profesor de Victoria, Chile, hasta que decidió regresar a Galicia, pero durante el viaje falleció del corazón al arribar a Montevideo. Manuel de Castro (hijo), al quedar huérfano en plena adolescencia, se estableció definitivamente en Montevideo al cuidado de un tío paterno, en la situación que años más tarde describirá en su novela Oficio de vivir, publicada en 1959. La historia de su origen familiar la describió en otra de sus novelas, publicada en 1937 con el título de El padre Samuel (su vida sacra y profana evocada por un llamado su sobrino). Novela picaresca americana.
En Montevideo se vinculó con intelectuales como el dramaturgo Ernesto Herrera y con otros participantes de la bohemia vinculada a la generación del Novecientos. Décadas más tarde, dejó testimonio de ese período juvenil a través una gran cantidad de crónicas que publicó bajo el título Cronicones montevideanos, en el Suplemento Femenino del diario La Mañana. Una antología de estos testimonios, entre los más importantes para el estudio del ambiente cultural de la época, fue preparada, prologada y anotada por Pablo Rocca y publicada en 2005 por Ediciones de la Banda Oriental como La vida bohemia. Cronicones montevideanos.
También se vinculó a grupos anarquistas, hecho que retrató en Oficio de vivir. Integró varios grupos literarios como «Teseo» y el de la Revista Oral, en los años 1920, Cuadernos «Julio Herrera y Reissig» y la peña «Meridión», entre 1940 y 1950.
Su novela Historia de un pequeño funcionario, publicada en 1929 por Orsini Bertani, es una de las primeras obras de ficción que en Uruguay abordó el mundo de las oficinas y de la burocracia. Fue guionada para radioteatro en Uruguay y en Chile, al igual que El padre Samuel.
Además de escribir una extensa obra poética, novelas y cuentos, fue periodista en La Mañana y Mundo Uruguayo de Montevideo, Ercilla de Santiago de Chile y Clarín de Buenos Aires, entre otros medios. Tuvo a su cargo la sección de crítica, de arte y literatura del diario El Pueblo. A fines de los años 1950 creó la Editorial Banda Oriental a fin de publicar sus propias obras.
Aficionado a las corridas de toros, con motivo de la muerte en 1940 del torero español Manolete, en la plaza de toros de Linares, escribió la obra poética Pregón lírico diciendo de la muerte de Manolete (1949). Publicó un ensayo sobre Goya titulado Goya y la fiesta de toros (1964).
Varios de sus poemas fueron musicalizados por compositores como Vicente Ascone, Jaime Airaldi, Francisco Rosso y Apolo Ronchi.
Falleció en Montevideo el 8 de junio de 1970, a los 74 años.

## Obras
Poesía
- Canto de oro (Ed. De Cultura Popular, 1917)
- Las estancias espirituales (Orsini Bertani, 1919)
- Lámpara (vigilias de la luz y la flauta) (Florensa & Cía., 1938)
- Meridión. 33 cantos y 2 alabanzas (Editorial Meridión, 1946)
- Consagración de Hernandarias (Florensa & Lafón, 1946)
- Pregón lírico diciendo de la muerte de Manuel Rodríguez, Manolete (Florensa & Lafón, 1949)
- Retorno (Montevideo, Salamanca, 1951)
- Hernandarias, (exploración poética en ocho cantos) (Organización Medina, B.U.D.A., 1951)
- Pastoral melancolía y otros poemas (1954)
- Encantamiento. Poesía sobre motivaciones infantiles (Imp. Libertad, 1955)
- Festival y transfiguración de Helena (treinta poemas de amor) (Austral, 1957)
- Hernandarias y la Banda Oriental: estudio y poema (Austral, 1957)
- Hernandarias, (exploración poética en XIII cantos) (Caracas, 1957)
- Espantapájaro (poesía sobre motivaciones infantiles y un cuento) (Editorial Banda Oriental, 1960)
- El nuevo encantador (Editorial Banda Oriental, 1961)
- Laurel sangriento (épica nativa) (Editorial Banda Oriental, 1961)
- Metafísica del vino y otros poemas (Imprenta, Talleres gráficos Gaceta Comercial, 1963)
- Víspera y olvido (doce nocturnos y otros poemas) (El Ideal, 1965)

Cuentos
- El enigma del ofidio (Colecciones Atenea, 1955)
- Humo en la isla (Editorial Banda Oriental, 1962)

Novela
- Historia de un pequeño funcionario (Orsini Bertani, 1928)
- El padre Samuel (su vida sacra y profana evocada por un llamado su sobrino). Novela picaresca americana (Ercilla, Santiago de Chile, 1937)
- Oficio de vivir (buenas y malandanzas de Gabriel) (Editorial Banda Oriental, 1959)

Ensayo
- Goya y la fiesta de toros (El Ideal, 1964)

Crónica
- La vida bohemia. Cronicones montevideanos (Ediciones de la Banda Oriental, 2005, antología, prólogo y notas de Pablo Rocca)